# Gary Pallister
Gary Andrew Pallister (sinh ngày 30 tháng 6 năm 1965) là một cựu cầu thủ bóng đá chuyên nghiệp và chuyên gia truyền hình thể thao người Anh.
Khi còn là một cầu thủ, ông là một hậu vệ từ năm 1984 đến 2001 và được chú ý nhất với thời gian chín năm tại Manchester United từ năm 1989 đến năm 1998. Ông cũng từng chơi cho Middlesbrough và Darlington. Ở cấp độ đội tuyển Pallister có 22 lần khoác áo Tam sư  từ năm 1988 đến năm 1996.

## Sự nghiệp câu lạc bộ

### Middlesbrough
Mặc dù sinh ra ở Ramsgate, Kent, Pallister lớn lên ở Norton, County Durham (gần đại bản doanh của Middlesbrough) . Sự nghiệp bóng đá của ông bắt đầu ở Billingham Town F.C. một đội bóng bán chuyên. Ở tuổi 19, ông gia nhập đội bóng yêu thích thời niên thiếu của mình là Middlesbrough với tư cách là một hậu vệ; có 156 lần ra sân trong gần 5 mùa giải, và giúp họ thăng hạng lên Football League Second Division năm 1987 và Football League First Division chỉ 1 năm sau. Anh chuyển đến Manchester United vào ngày 29 tháng 8 năm 1989 với giá 2,3 triệu bảng Anh.

### Manchester United
Vụ chuyển nhượng của Pallister đã phá kỷ lục quốc gia về mức phí trả cho một hậu vệ, đồng thời là mức phí cao nhất giữa các câu lạc bộ Anh, và mức phí cao thứ hai mà một câu lạc bộ Anh phải trả (chỉ đứng sau Ian Rush trở lại Liverpool từ Juventus một năm trước đó).
Pallister đã có cơ hội hiếm hoi khoác áo đội tuyển Anh trước khi xuất hiện ở giải đấu cấp cao nhất của bóng đá Anh vào năm 1988 khi chơi ở giải hạng nhì cho Middlesbrough. Cuối năm đó, ông đã giúp Middlesbrough giành được lần thăng hạng thứ hai liên tiếp và lên đến Giải hạng nhất Anh, chỉ hai năm sau khi họ gần như ngừng hoạt động kinh doanh, nhưng không thể trụ lại và đành xuống hạng vào ngày cuối cùng của mùa giải 1988–89. Là một trong những hậu vệ được đánh giá cao nhất ở Anh, những ngày tháng của ông ở Ayresome Park được cho là đỉnh cao phong độ. Khi bắt đầu mùa giải 1989–90, Pallister vẫn thuộc biên chế câu lạc bộ ở giải hạng hai trước khi hoàn tất việc chuyển đến United.
Mặc dù màn trình diễn phòng ngự xuất sắc của ông đã giúp Manchester United lên ngôi vô địch cùng với Steve Bruce ở trung tâm hàng phòng ngự, tạo thành một trong những đối tác phòng ngự trung tâm tốt nhất trong lịch sử câu lạc bộ, nhưng trong mùa giải 1992–93, ông đã ghi một bàn thắng đáng nhớ. Đó bàn thắng trong trận đấu sân nhà cuối cùng của mùa giải gặp Blackburn Rovers. Vào phút bù giờ, khi Manchester United đang dẫn trước với tỉ số 2-1, Pallister bước lên để thực hiện một quả phạt trực tiếp vào góc thấp từ rìa vòng cấm. Đó là bàn thắng đầu tiên của ông trong mùa giải và chỉ là một trong số rất nhiều khoảnh khắc xuất thần trong một mùa giải đáng kinh ngạc của Manchester United. Ông hợp tác với Bruce ở vị trí trung vệ hầu như trong mọi trận đấu cho đến khi Bruce rời United để gia nhập Birmingham City theo dạng chuyển nhượng tự do vào cuối mùa giải 1995–96. Những mùa bóng tiếp theo chứng kiến Pallister hợp tác với David May, đàn em cũ của Bruce hoặc với tân binh Ronny Johnsen, và kết thúc với việc United giành chức vô địch giải đấu thứ tư trong năm mùa giải. Điểm nổi bật trong mùa giải này cho Pallister là ghi hai bàn trong chiến thắng 3-1 trước Liverpool tại Anfield..
Mùa giải cuối cùng Pallister chơi cho Manchester United là mùa giải 1997–98, mùa đó Manchester United đứng thứ hai trên bảng xếp hạng, kém Arsenal một điểm.
Trong thời gian ở Manchester United, Pallister đã giành được FA Cup vào các năm 1990, 1994 và 1996, UEFA Cup Winners' Cup năm 1991, League Cup năm 1992 và các chức vô địch Premier League vào các năm 1993, 1994, 1996 và 1997, cùng nhiều danh hiệu khác. Pallistet cũng là một phần của đội đã về nhì tại giải đấu vào các năm 1992, 1995 và 1998, cũng như đội đã về nhì ở League Cup vào các năm 1991 và 1994 và FA Cup vào năm 1995. Tính đến thời điểm ông rời Old Trafford sau chín năm, ông là cầu thủ duy nhất đã giành được huy chương trong tất cả mùa giải của câu lạc bộ dưới sự quản lý của Sir Alex Ferguson, và chỉ đứng sau Brian McClair (người đã rời United cùng thời điểm) là thi đấu lâu nhất cho câu lạc bộ tại thời điểm đó.
Ông cũng đã ghi một số bàn thắng quan trọng cho United. Ông ghi bàn gỡ hòa trong hiệp phụ trước Crystal Palace trong trận bán kết Cúp FA 1994–95 tại Villa Park, buộc phải đá lại trận đấu mà United đã thắng và trong đó Pallister một lần nữa lập công.. Vào tháng 4 năm 1997, ông ghi hai bàn vào lưới Liverpool trong một trận đấu được coi là "quyết định đến ngôi vương", kết thúc bằng chiến thắng 3-1 của United tại Anfield. Đây là hai bàn thắng cuối cùng mà Pallister ghi được cho câu lạc bộ, đội đã giành chức vô địch giải đấu thứ tư trong năm mùa giải ngay sau đó. Bàn thắng đầu tiên của ông cho United là vào ngày 12 tháng 11 năm 1989, khi đó Gary ghi bàn thắng duy nhất cho MU trong chiến thắng 1–0 trên sân nhà trước Nottingham Forest ở giải hạng Nhất .

## Trở lại Middlesbrough
Với việc Pallister hiện đã 33 tuổi và United đã ký hợp đồng với Jaap Stam từ PSV Eindhoven, Pallister được bán lại cho Middlesbrough vào tháng 7 năm 1998 với giá 2,5 triệu bảng Anh, cao hơn 200.000 bảng so với khi ông mới chuyển đến Manchester United. Ông được huấn luyện viên Bryan Robson đưa về đội bóng vùng Teesside, người đã chơi cùng Pallister tại Old Trafford cho đến năm 1994. Ông ghi một bàn vào lưới Southampton  trong 55 lần ra sân ở giải VĐQG, cũng như xuất hiện trong hai trận tại FA Cup và bốn trận tại League Cup.
Mùa giải cuối cùng của ông chứng kiến Middlesbrough đứng thứ 14 trên BXH, là mùa giải 2000–01. Cuối mùa giải năm đó, Gary Pallister giải nghệ vì những chấn thương liên miên. Vào ngày 4 tháng 7 năm 2001 ở tuổi 36, Pallister chính thức treo giày, chỉ ba tuần sau khi Steve McClaren được bổ nhiệm làm huấn luyện viên sau sự ra đi của Robson.

## Sự nghiệp quốc tế
Pallister có trận ra mắt đội B tuyển Anh vào tháng 5 năm 1989; ông bắt đầu trận đấu với Thụy Sĩ trước khi bị thay thế bởi Alan McLeary trong trận thắng 2−0 tại Stadion Schützenwiese . Ông ra sân thêm tám lần nữa trong ba năm tiếp theo với lần cuối cùng là chiến thắng 3−0 trước Pháp vào tháng 2 năm 1992.
Pallister có trận ra mắt đội tuyển Anh trong trận giao hữu với Hungary vào tháng 4 năm 1988.. Ông chơi cả trận trong trận hòa không bàn thắng tại Népstadion ở Budapest. Pallister đã phải đợi hơn ba năm để được ra mắt thi đấu khi ông chơi trong trận thắng Thổ Nhĩ Kỳ tại vòng loại UEFA Euro 1992. Pallister đủ điều kiện tham dự vòng chung kết giải đấu tại Thụy Điển tuy nhiên ông đã không có tên trong danh sách 23 cầu thủ dự vòng chung kết . Ông đã góp mặt ở US Cup vào tháng 6 năm 1993; Pallister được đá chính ngay từ đầu trong 2 thất bại trước Hoa Kỳ  và Đức, cùng trận hòa với Selecao ở lượt cuối, kết thúc giải đấu, "Tam Sư" đứng ở vị trí cuối bảng. Pallister đã chơi ba trận khi đội tuyển Anh không vượt qua vòng loại FIFA World Cup 1994 . Gary Pallister không được ra sân thường xuyên trong ba năm sau đó, chủ yếu chơi trong các trận giao hữu, trước khi có lần cuối cùng ở vòng loại FIFA World Cup 1998 gặp Moldova và Ba Lan vào mùa thu năm 1996 . Sau cùng, Pallister đã có 22 lần khoác áo đội tuyển và không ghi được bàn thắng nào .

## Truyền thông
Ông đã trở thành một chuyên gia bóng đá thường xuyên trên truyền hình, xuất hiện trên BBC và ITV.

## Đời tư
Vào tháng 9 năm 2010, Pallister trở thành Giám đốc Điều hành của câu lạc bộ cũ Darlington .

## Danh hiệu
Manchester United
- Premier League: 1992–93, 1993-94, 1995-96, 1996-97[21]
- FA Cup: 1989–90, 1993–94, 1995–96
- Football League Cup: 1991–92
- FA Charity Shield: 1990 (đồng đoạt cúp), 1993, 1994, 1996, 1997
- European Cup Winners' Cup: 1990–91
- European Super Cup: 1991